# Obkličovací kampaně
Obkličovací kampaně (čínsky pchin-jinem Zhōngyāng sūqūfǎn wéijiǎo zhànzhēng, znaky zjednodušené 中央苏区反围剿战争, tradiční 中央蘇區反圍剿戰爭) během občanské války v Číně je termín pro pět tažení kuomintangských armád v letech 1930–1934 zaměřených na obklíčení a zničení sovětských oblastí ve střední a jižní Číně kontrolovaných Komunistickou stranou Číny. První tažení byla neúspěšná, po změně taktiky a strategie kuomintangské armády zničily méně významné oblasti ve čtvrtém tažení a centrální sovětskou oblast v tažení pátém. Nepodařilo se jim však zcela zničit komunistická vojska, která během takzvaného Dlouhého pochodu ustoupila skrze západní Čínu na severozápad na pomezí provincií Šen-si, Kan-su a Ning-sia, kde rozšířila tamní původně nevelkou sovětskou oblast a po uzavření dohody mezi Kuomintangem a komunisty o Druhé sjednocené frontě roku 1937 zabezpečila svou další existenci.

## Průběh kampaní

### První kampaň
V provincii Ťiang-si první kampaň probíhala od listopadu 1930 do ledna 1931. Kuomintangský guvernér Ťiang-si Lu Ti-pching měl proti komunistům k dispozici 12 divizí s celkem 100 tisíci vojáků, plus oddíly antikomunistické domobrany. Tři divize (8., 24. a 50.) rozmístěné severně od Ning-tu, dostal jako posilu od centrální vlády, ostatní byly místní jednotky nevalné kvality. Velitelé komunistických vojsk (1. frontu čínské Rudé armády) se rozhodli nebránit významné město Ťi-an na řece Kan obsazené začátkem října a v listopadu se stáhli do hor v okresu Ning-tu (u východních hranic Ťiang-si, severně od Žuej-ťinu, centra sovětské oblasti) v počtu cca 40 tisíc mužů, ovšem pouze 25 tisíc z nich ozbrojených. Komunisté vyčkávali na postup útočníků do horských údolí, načež ze stran napadli a obklíčili postoupivší kolony nepřítele. Takto 30. prosince zaskočili 18. divizi, postupující na Ning-tu ze severozápadu, a zničili ji. Padl i její velící generál. Poté se rudé jednotky přesunuly na východ a severně od Ning-tu, u Tung-šao, zaútočily na 50. divizi, která ztratila polovinu mužstva a ustoupila zpět. Ostatní kuomintangské divize se poté stáhly na výchozí pozice.
Proti sovětské oblasti E-jü-wan na pomezí provincií An-chuej, Che-nan a Chu-pej vystoupilo v prosinci 1930 na 30 tisíc kuomintangských vojáků, kterým se bránilo 20 tisíc mužů komunistických sil vyzbrojených pouze 8 tisíci puškami. Proti kuomintangským oddílům postupujícím ze všech stran do sovětu, komunisté soustředili své hlavní síly a postupem proti směru hodinových ručiček po krajích sovětu rozbíjeli jednu nepřátelskou jednotku po druhé, s důrazem na zmatení nepřítele a mobilitu; používali přitom taktiku „oblehnout klíčový bod a zničit posily jdoucí na pomoc obleženým“.

### Druhá kampaň
Po několikaměsíčních přípravách proběhla v dubnu–květnu 1931 druhá kampaň. Kuomintangská strana nasadila dvojnásobek (200 tisíc) vojáků rozdělených do čtyř pochodových armád: 19. armáda (60. a 61. divize) postupovala z jihu z Kan-sienu na Sing-kuo; čtyři divize 5. armády (od jihu k severu 28., 47., 43. a 54.) postupovaly každá samostatně z údolí řeky Kan (první tři z linie Ťi-an–Tchaj-che–Wan-an) na východ na Tung-ku a 54. divize z Jung-fengu na jihovýchod na Ša-ťi; 26. armáda (25. a 27. divize) postupovala ze severu a konečně 8. armáda (5., 8., 24. a 56. divize) šly ze severovýchodu od Nan-fengu na Kuang-čchang. Komunisté soustředili cca 30 tisíc mužů 1. frontu u Tung-ku a dvacet dní vyčkávali na příchod nepřítele. Dne 16. května Lin Piaoův 4. sbor v připravené léčce překvapil a rozbil 28. divizi, vzápětí zničil 47. divizi. Poté se komunistická vojska přesunula severněji a zničila většinu 43. divize. Poslední divize 8. armády, 54., reagovala ústupem pouze s malými ztrátami. Rudé oddíly pokračovaly na severovýchod, kde zničily jednu brigádu 27. divize, načež se přesunuly ke Kuang-čchangu, v němž od 26. května oblehly 5., 8. a 24. divizi. Tyto tři kuomintangské divize se probily z obklíčení a ustoupily na sever, sledovány Pcheng Te-chuajovým 3. sborem, zatímco Lin Piaoův sbor přešel na východ do Fu-ťienu a poničil části 56. divize. Vítězství přineslo Rudé armádě 20 tisíc ukořistěných pušek a ztrojnásobení ovládaného území (ze 4 na více než 13 tisíc km²).
Paralelně v dubnu–září 1931 probíhaly boje i v E-jü-wanu, během nichž kuomintangské jednotky útočily na tamní sovět. Komunistické oddíly soustředěné do 4. armády (od listopadu 1931 4. frontu) se úspěšně bránily a během bojů vzrostla jejich síla na 11 tisíc pušek. Boje pokračovaly i poté, významné vítězství 4. front dosáhl v listopadu 1931, kdy u Chuang-kanu zajal 5000 mužů nepřítele a ukořistil 3 tisíce pušek. V této a dalších bitvách 4. front použil svou oblíbenou taktiku „desetina vojáků obléhá nepřátelské město, devět desetin ze zálohy přepadá posily přicházející na pomoc obleženým“.

### Třetí kampaň
Třetí kampaň proběhla v srpnu–září 1931. Kuomintangská vláda vzala boje s komunisty se vší vážností, sám Čankajšek se přesunul do Nan-čchangu a převzal velení nad operací. Shromáždil dvacítku divizí s celkem cca 130 tisíci mužů, kterým se bránilo snad 55 tisíc vojáků 1. frontu Rudé armády v centrální sovětské oblasti. Kuomintangská vojska se skládala z 18. armády (11. a 14. divize doplněné 6. a 10. divizí v druhém sledu) na severovýchodě, která postupovala z Nan-fengu na Kuang-čchang a dále na jihozápad do hloubi sovětského území; ze severu útočila 8. pochodová armáda (5., 24. a 8. divize) směrem na Tung-šao a Ša-ťi. V záloze u Le-anu stála 26. armáda (25. a 27. divize). Na severozápadě 47. a 54. divize šly z Jung-fengu na Tung-ku, zatímco 23., 28. a 77. divize stály na západním břehu řeky Kan u Ťi-anu a jižně od něj. Z jihu postupovala 19. pochodová armáda (60. a 61. divize doplněná 9. a 52. divizí) o 40 tisících mužů.
Hlavní síly 1. frontu se v reakci na postup nepřítele přesunuly z okolí Ning-tu na jih k Žuej-ťinu, pak za zády 19. armády na západ a začátkem srpna dorazily k Sing-kuo, aniž by byly zaregistrovány kuomintangskými vojsky. 18. armáda zatím pronikla poměrně hluboko na sovětské území, kde začala strádat nedostatkem zásob a úplavicí. Na jihozápadě zatím Rudá armáda 6. srpna rozprášila 47. divizi u Kao-sing-sü, otočila na sever a 8. srpna porazila 54. divizi u Liang-cunu, 9. srpna 5. divizi mezi Lung-kangem a Ša-ťi a 10.–11. srpna 8. divizi mezi Chuang-pi a Tung-šao. Hlavní kuomintangské síly (18. a 19. armáda) reagovaly postupem na Chuang-pi ve snaze o obklíčení komunistů. Ti však z hrozícího obklíčení vyklouzli v noci z 11. na 12. srpna, kdy mezi 18. a 19. armádou zůstávala pouze cca desetikilometrová mezera a pochodem na jihozápad dorazili k Sing-kuo, kde se znovu zformovali. Povzbuzení úspěchy, zaútočili komunisté na dvě nepřátelské divize u Kao-sing-sü, ale byli odražení a v bojích probíhajících 7. až 9. září ztratili pětinu ze svých 20 tisíc vojáků. Kuomintangské armády se poté stáhly v souvislosti s japonskou invazí do Mandžuska, která začala 18. září 1931; Čankajšek nejbojeschopnější část jednotek nasazených v Ťiang-si přesunul do okolí Nankingu a Šanghaje na obranu proti japonské hrozbě. Centrální sovětská oblast se v následujícím roce ztrojnásobila z 10 na 36 tisíc km² a po vyhlášení Čínské sovětské republiky v listopadu 1931 komunisté uspořádali její administrativu.
V lednu 1932 kuomintangská vláda zahájila tažení i proti sovětské oblasti E-jü-wan. V důsledku nerozhodného postupu a neschopnosti využít svou sílu byly kuomintangské oddíly v An-chueji poraženy a komunistický 4. front ukořistil 15 tisíc pušek a 20 tisíc zajatců, v březnu pak komunisté rozbili kuomintangskou divizi v jihovýchodním Che-nanu. Z tažení vyšel 4. front posílený na 70 tisíc mužů vyzbrojených 40 tisíci pušek, kulomety a několika houfnicemi a děly.
V prvních měsících roku úspěšně bojoval s kuomintangským vojsky i Che Lungův 2. sbor v západním Chu-nanu a Chu-peji, který do dubna 1932 zesílil na 16 tisíc mužů. Ve druhé půli roku ale utrpěl porážku od kuomintangských vojsk, ustoupil do provincie S’-čchuan a pak na jih Šen-si a koncem prosince 1932 se vrátil do západního Chu-nanu, nyní pouze s 10 tisíci muži.

### Čtvrtá kampaň
Čtvrtá kampaň proběhla v červnu 1932 – dubnu 1933.
Koncem dubna 1932 Čankajšek shromáždil proti ejüwanskému sovětu 33 divizí se 400 tisíci mužů a od června zahájil útok. Komunisté proti kuomintangské přesile neměli co postavit, když je kuomintangská taktika systematického zabezpečování obsazeného prostoru liniemi pevnůstek zbavila možnosti manévru a v sérii pozičních obranných bitev proti nepříteli převyšujícímu je počtem i výzbrojí, byli opakovaně rozdrceni. Čang Kuo-tchao se svými kolegy se proto rozhodl obětovat sovět a uchovat vojsko. V srpnu 1932 s většinou vojsk 4. frontu (16 tisíc mužů s 12 tisíci puškami) prorazil slabě bráněnou linii nepřátel na západě sovětu podél železnice Peking–Chang-čou a stáhl se na západ, nakonec až do severovýchodního S’-čchuanu.
Porážkami trpěl během roku 1933 i Che Lungův sbor v západním Chu-nanu. Pohyboval se na pomezí Chu-nanu, S’-čchuanu a Chu-peje a začátkem roku 1934 měl pouze necelých 6 tisíc mužů.
V létě 1932 Kuomintang soustředil 70 tisíc vojáků na hranici Ťiang-si a Fu-ťienu, 70 tisíc mužů kuangtungských generálů na kuangtungsko-ťiangsiském pomezí a 100 tisíc vojáků centrálních kuomintangských vojsk v Ťiang-si a Chu-nanu, což byla dvaapůlnásobná převaha proti cca 65 tisícům vojáků komunistického 1. frontu. Komunisté vyslali sbor Lin Piaoa na jih zaútočit na Sin-feng a Nam-jung v provincii Kuang-tung, nicméně v boji s kuangtungskými divizemi generála Čchen Ťi-tchanga utrpěli těžké ztráty a v červenci 1932 se stáhli zpět do Ťiang-si. Pak pochodovali podél západních a severních hranic centrální sovětské oblasti, přičemž zatlačovali místní kuomintangské oddíly od hranic sovětu. Pochod ukončili v Ťien-ningu ve Fuťienu, kde se v prosinci přeskupili a odpočinuli. V reakci na kuomintangské přípravy podnikl Lin Piao se svým sborem v lednu 1933 nájezd hluboko na nepřátelské území až k Tung-siangu a Lin-čchuanu. Poté komunisté oblehli Nan-feng, dvě divize (52. a 59.) vyslané obléhaným na pomoc byly koncem února každá zvlášť komunisty zaskočeny útoky z křídel a rozdrceny, první zcela, druhá se s těžkými ztrátami stáhla s pomocí 11. divize která jí přispěchala na pomoc. Komunisté v bitvě získali na 10 tisíc pušek. Následující boje do poloviny dubna byly pro komunisty rovněž úspěšné.

### Pátá kampaň
Pátá kampaň probíhala od září 1933 do října 1934, hlavní fáze od dubna 1934. Už během čtvrté kampaně Kuomintang blokoval obchod mezi sovětskou oblastí a okolím a během páté kampaně byla blokáda důsledná a citelně postihla ekonomiku sovětu. Důsledně byla také uplatňována strategie vojenské blokády, když oblasti dobyté na komunistech byly zabezpečeny řetězy vzájemně se kryjících pevnůstek, a kuomintangská vojska postupovala pomalu, tak byla vždy v dosahu svého dělostřelectva a se zajištěným týlem, což komunistům znemožnilo uplatnění taktiky používané při předešlých kampaních – útoky na nekrytá křídla a týly postupujících vojsk. Budování pevnůstek bylo náročné na pracovní sílu, kterou zajistila spolupráce s místními elitami, to jest především majetnými statkáři, které k aktivní podpoře Kuomintangu přiměla expanze sovětu po prvních kampaních a pozemková reforma prováděná komunisty. Výstavba pevnůstek byla také doplněna budováním komunikací, silnic, mostů, telegrafních a telefonních linek, což zlepšilo jak koordinaci, tak mobilitu kuomintangských sil.
Aktivní vojenské operace Kuomintang zahájil v dubnu 1934, do boje tentokrát nasadil na 800 tisíc vojáků, v tom některé z nejkvalitnější kuomintangských divizí. Na západě kuomintangská 8. armáda postupovala z Tchaj-che v údolí řeky Kan na jihozápad na Sing-kuo, 7. armáda z Jung-fengu na jih na Ša-ťi, 3. armáda z I-chuangu na jih na Luo-kchou a Ning-tu a 5. armáda z Nan-čchengu na Nan-feng a Kuang-čchang. Z Fu-ťienu útočila 10. armáda (z Ťien-ningu, na severovýchodě) a 4. armáda (na jihovýchodě), která v říjnu obsadila Čang-tching. Na jihu se kuangtungská vojska omezovala na blokádu a držení pozic.
Komunisté měli v 1. frontu a místní domobraně k dispozici 150 tisíc vojáků, značná část (nově mobilizovaní a oddíly domobrany byla ovšem nízké kvality a špatně vyzbrojené). Manévrová taktika předešlých kampaní kvůli kuomintangskému postupu nešla použít a pokusy zastavit nepřátelský postup vyústily v krvavé bitvy, ve kterých hůře vyzbrojené a přečíslené rudé oddíly, v otevřeném terénu bezmocné proti nepřátelskému dělostřelectvu a letectvu, byly opakovaně rozbíjeny za vysokých ztrát. Už 28. dubna padl Kuang-čchang a do října 1934 komunisté ustoupili na linii Sing-tu–Ning-tu–Š’-čcheng. Od května se začali připravovat na odchod ze sovětu a po rozsáhlých přípravách v říjnu 1934 prolomili blokádu na jihovýchodě a zahájili Dlouhý pochod, ústup z Ťiang-si na západ.